# Altlerchenfelder Pfarrkirche

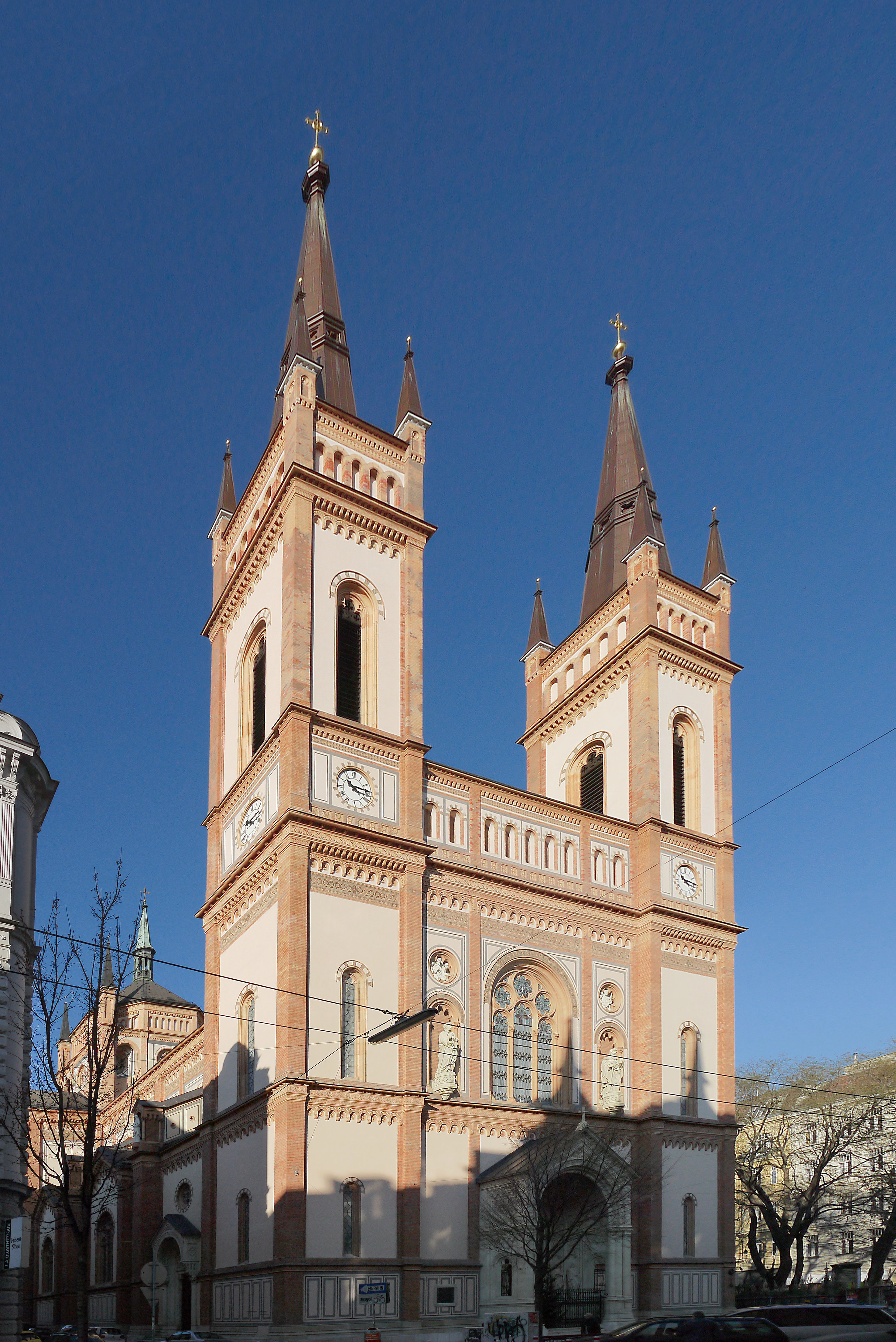
Außenansicht

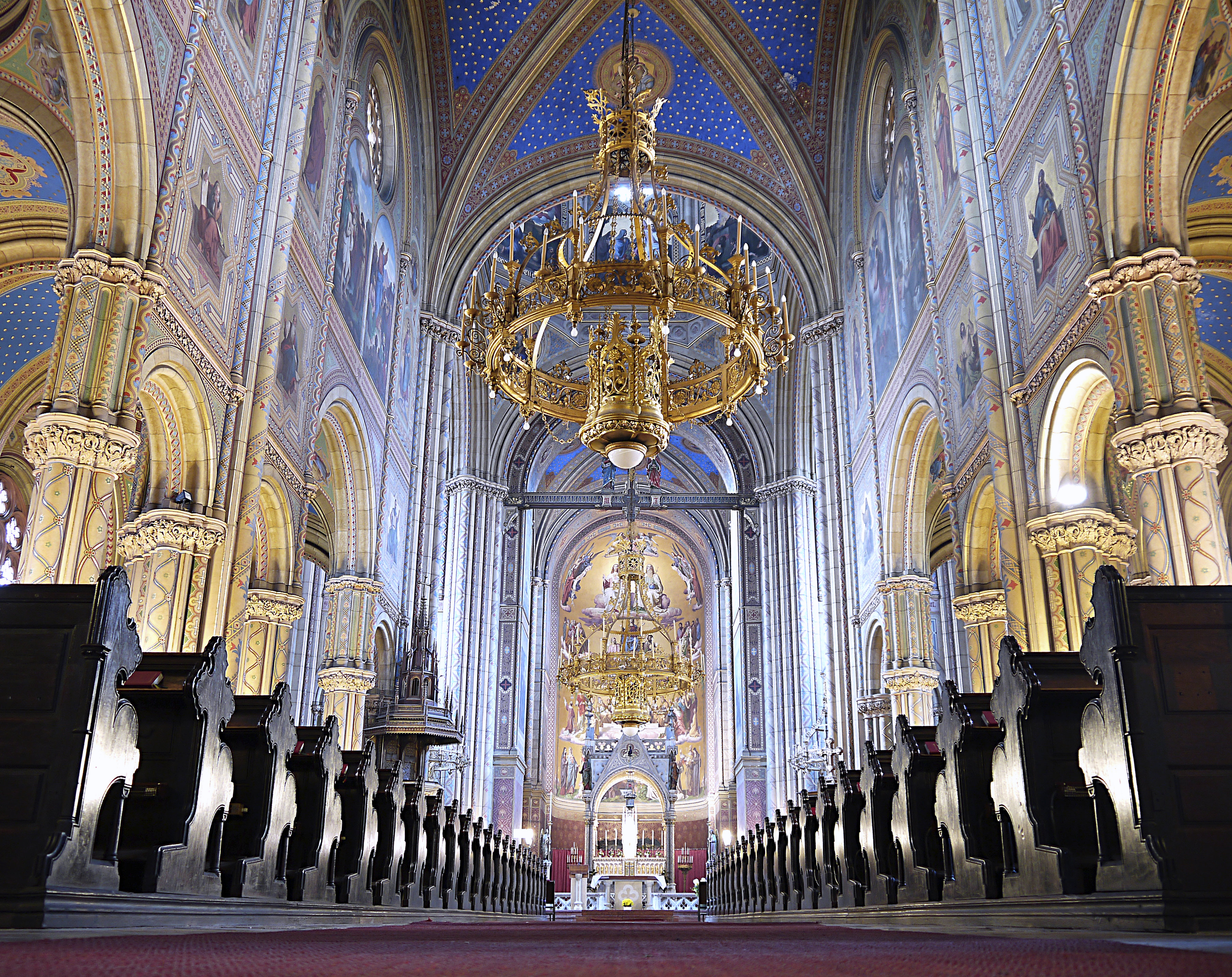
Altlerchenfelder Pfarrkirche Innenraum

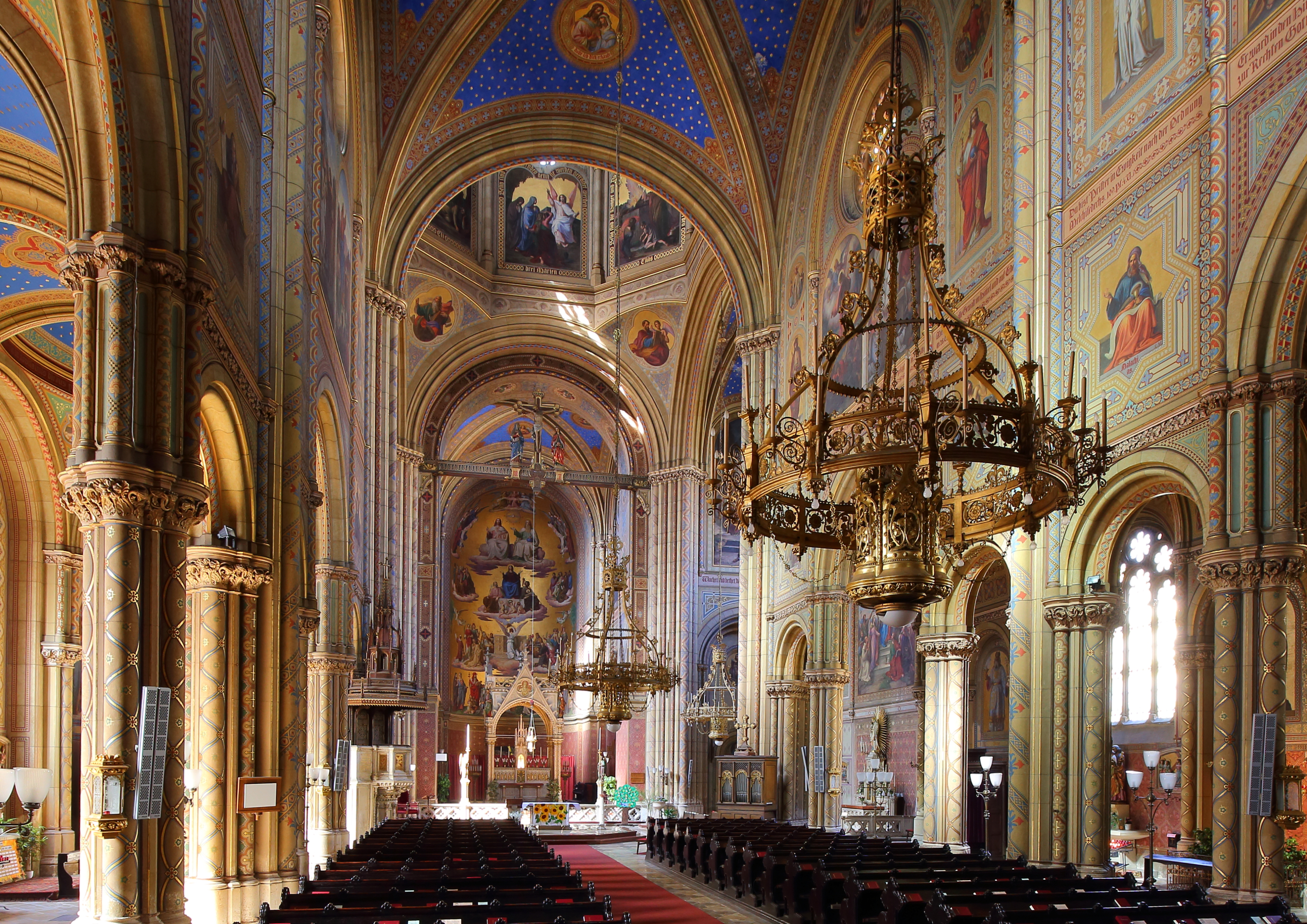
Altlerchenfelder Pfarrkirche Innenansicht Richtung Hochaltar

Die Altlerchenfelder Pfarrkirche zu den Sieben Zufluchten ist eine römisch-katholische Pfarrkirche im Bezirksteil Altlerchenfeld im 7. Wiener Gemeindebezirk Neubau, Lerchenfelder Straße 111. Sie ist kunsthistorisch insofern interessant, als sie eine Art Übergangswerk zwischen Klassizismus und Historismus in der Architektur bildet. Insbesondere gilt der Kirchenbau in seiner Verbindung von Architektur und Malerei als Beispiel eines Gesamtkunstwerkes im Sinne der Kunstauffassung der Romantik und eines der Hauptwerke des Historismus in der Architektur Wiens.
Patrozinium sind die Sieben Zufluchten.

## Geschichte
Zunächst wurde vom Leiter des Hofbauamtes Paul Sprenger eine klassizistische Kirche geplant, später schwenkte man jedoch aus Kostengründen auf eine einfachere Gestaltung im römischen Renaissancestil mit großflächigen Rohziegel- oder Verputzbauten um. Im Februar 1848 wurde Sprengers Projekt durch den Kaiser genehmigt, bereits im Juli waren die Grundmauern fertiggestellt. Die Revolution von 1848 gab dem Bau aber aus zwei Gründen eine andere Richtung.
Einerseits wurde der Kirchenbau zum Auslöser einer Stildebatte. Einige Architekten der jüngeren Generation, allen voran Leopold Ernst, schlugen eine Orientierung an mittelalterlichen (romanischen oder gotischen) Formen statt an jenen der Renaissance beziehungsweise des Klassizismus vor, da dies für Kirchenbauten angemessener sei. Als Sprachrohr dieser Bewegung diente Johann Georg Müller, der am 20. April 1848 im Architektenverein den Vortrag „Der deutsche Kirchenbau und die neu zu erbauende Renaissancekirche in Altlerchenfeld“ hielt, in dem er die Nachahmung des Renaissancestils zugunsten eines nationalen Baustils verwarf.
Andererseits gab es von Architekten Proteste an der ständigen Bevormundung durch den Hofbaurat. Inzwischen war es aber im Zuge der Revolution zur Gründung des Österreichischen Ingenieur- und Architektenvereins gekommen, der sofort eine Ausschreibung forderte. Mithilfe des Ministers Franz von Pillersdorf konnte dies schließlich erreicht werden. Als bester Entwurf wurde der von Müller gekürt und nach nur zweiwöchigem Baustillstand wurde die Arbeit aufgenommen. Bereits nach wenigen Monaten des unablässigen Streits wurde Müller allerdings von einer ausartenden Lungenkrankheit dahingerafft.

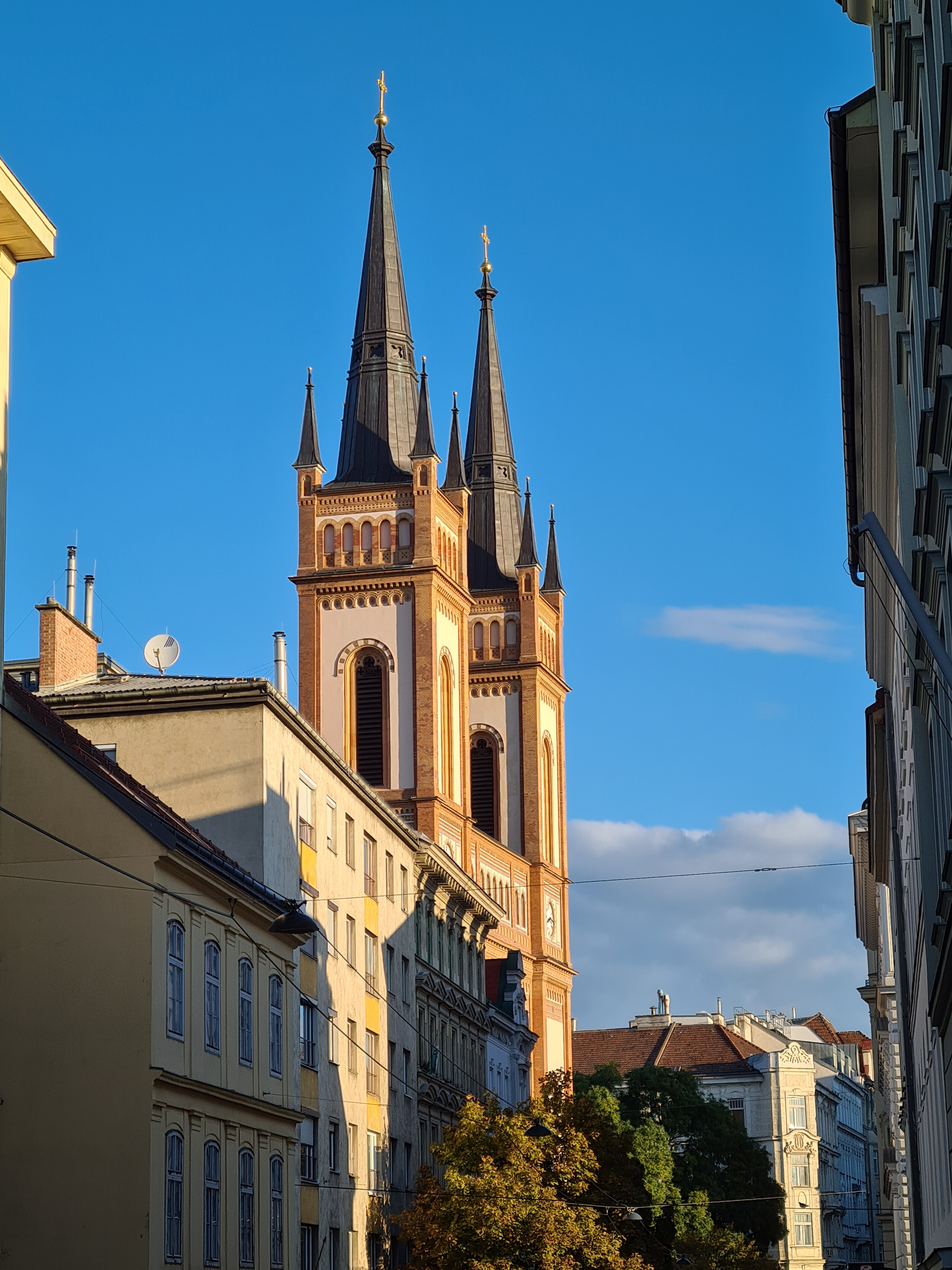
Altlerchenfelder Kirche aus der Sicht der Schottenfeldgasse

Die Bauleitung übernahm nun der von ihm bestellte Franz Sitte, der nach dessen Plänen vorging. 1853 war der Rohbau fertig und Eduard van der Nüll und Josef Führich konnten mit der Ausstattung und der malerischen Gestaltung beginnen, die mit Goldgrund ausgeführt ist. Die Kirche hat spärlich orientalisierende Elemente, wie etwa die verschiedenfarbigen Bögen oder Lisenen mit Bogenfriesen. Das Pfarrgebäude weist überkuppelte Fenster, gestelzte Bögen und Risalite auf.

## Gestaltung
Über dem Hauptportal befinden sich die Apostel Petrus und Paulus des Bildhauers Johann Preleuthner. Weitere Skulpturen stammen vom Bildhauer Josef Gasser. Die Vorhalle zeigt den Schöpfungsmythos. Die Seitenwände zeigen die Lebensgeschichte Jesu. Die linken Seitenwände der Haupthalle zeigen dabei Bilder von der Verkündigung, der Geburt, der Taufe und der Bergpredigt. Die rechten Seitenwände der Haupthalle zeigen Bilder von Himmelfahrt, Pfingsten, Ölberg und Auferstehung. An den Seitenschiffen befinden sich Darstellungen der 4 Propheten des Alten Testaments. In der Kuppel befinden sich Allegorien der 8 Seligkeiten. Die Seitenaltäre zeigen links das letzte Abendmahl und rechts die „Wiener Madonna“ mit Kahlenberg im Hintergrund. 
Das Altarbild stellt die 7 Zufluchten dar. An der Ausmalung waren die Künstler Leopold Kupelwieser, Leopold Schulz, Karl von Blaas, Karl Mayer, Franz Josef Dobiaschofsky, Eduard von Engerth, J. Binder, Josef Schönmann und Josef Plank beteiligt. Die Glasfenster wurden von Carl Geyling gestaltet. 
Die Orgel stammt von Alois Hörbiger und wurde im Zuge einer „festlichen Orgelprobe“ am 26. Jänner 1860 geweiht. Das Gehäuse ist nach einem Entwurf von Van der Nüll gefertigt und die Figuren stammen von Franz Erler. Im Jahr 1955 erfolgte eine Instandsetzung der Orgel und im Jahr 1964 baute Philipp Eppel die Orgel, unter Verwendung des bestehenden Orgelgehäuses, auf 38 Register und zwei Manuale um.
Die Kirche wurde am 29. September 1861 eingeweiht.